# Rhynchanthus
Rhynchanthus är ett släkte av enhjärtbladiga växter. Rhynchanthus ingår i familjen Zingiberaceae.
Kladogram enligt Catalogue of Life:
| Rhynchanthus | \| \| Rhynchanthus beesianus \| \| \| \| \| \| Rhynchanthus bluthianus \| \| \| \| \| \| Rhynchanthus johnianus \| \| \| \| \| \| Rhynchanthus longiflorus \| \| \| \| |
|              | \| \| Rhynchanthus beesianus \| \| \| \| \| \| Rhynchanthus bluthianus \| \| \| \| \| \| Rhynchanthus johnianus \| \| \| \| \| \| Rhynchanthus longiflorus \| \| \| \| |
|              | Rhynchanthus beesianus |
|              | |
|              | Rhynchanthus bluthianus |
|              | |
|              | Rhynchanthus johnianus |
|              | |
|              | Rhynchanthus longiflorus |
|              | |